# Gran Premio de Llodio
El Gran Premio de Llodio es una carrera ciclista de España que se celebraba anualmente en la localidad de Llodio (Álava) y sus alrededores.
Desde la creación de los Circuitos Continentales UCI en 2005 forma parte del UCI Europe Tour, dentro de la categoría 1.1.
Se disputa en una sola etapa, como una clásica. Su recorrido suele ser similar todos los años recorriendo las comarcas de la Cuadrilla de Ayala y Cuadrilla de Zuya (Álava) y Arratia-Nervión (Vizcaya). En los últimos años los primeros 140 kilómetros la dificultad más destacada es Altube y después dan varias vueltas a un circuito entre Oquendo y Llodio (donde está ubicada la meta) con un doble paso por los altos de Malkuartu y Gárate, para un total de unos 175 km aproximadamente. Sin embargo, la carrera ha llegado a tener hasta 204 km en el año 1999, incluso muchos años ha estado rondando los 200 km, hasta ir retrocediendo progresivamente dicho kilometraje hasta los 173,2 km actuales.
Está organizada por la Sociedad Ciclista Llodiana, que nació en el año 1949 y desde entonces se ha disputado de manera ininterrumpida, salvo en 1983, a consecuencia de las terribles inundaciones que devastaron el pueblo.
En febrero de 2012 se anunció que la prueba dejaría de disputarse debido a graves problemas económicos, suprimiendo así la única prueba ciclista profesional que se celebraba en Álava.

## Palmarés
| Año  | Ganador                                                                | Segundo                                                                | Tercero                                                                |
| ---- | ---------------------------------------------------------------------- | ---------------------------------------------------------------------- | ---------------------------------------------------------------------- |
| 1949 | Félix Vidaurreta                                                       | Óscar Elguezabal                                                       | Pastor Rodríguez                                                       |
| 1950 | Jesús Morales                                                          | José Orbegozo                                                          | Francisco Bilbao                                                       |
| 1951 | Carmelo Morales                                                        | Francisco Bilbao                                                       | Jesús Morales                                                          |
| 1952 | Jesús Galdeano                                                         | Vicente Sarduy                                                         | Carmelo Morales                                                        |
| 1953 | Antón Barrutia                                                         | Miguel Garay                                                           | Erasmo Guerricaechevarría                                              |
| 1954 | Antón Barrutia                                                         | Carmelo Morales                                                        |                                                                        |
| 1955 | Martín Erausquin                                                       | Roberto Morales Erostarbe                                              | Fausto Iza                                                             |
| 1956 | Roberto Morales                                                        | Fausto Iza                                                             | Tomás Oñaederra                                                        |
| 1957 | Carlos Pérez                                                           | Francisco Moreno                                                       | José Ramón Azcárate                                                    |
| 1958 | Antonio Ferraz                                                         | Fausto Iza                                                             | Antonio Karmany                                                        |
| 1959 | Antonio Ferraz                                                         | José Luis Talamillo                                                    | José Manuel Menéndez                                                   |
| 1960 | Julio Jiménez                                                          | José María López Cano                                                  | José Segu                                                              |
| 1961 | José Bernárdez                                                         | José Miguel Bilbao                                                     | Carlos Pérez                                                           |
| 1962 | Juan María Balier                                                      | Fernando Amarica                                                       | José Sousa                                                             |
| 1963 | Valentín Uriona                                                        | José Antonio Momeñe                                                    | Félix Jauregui                                                         |
| 1964 | Juan José Sagarduy                                                     | José Antonio Momeñe                                                    | Sebastián Elorza                                                       |
| 1965 | Andrés Incera                                                          | Juan José Sagarduy                                                     | José Luis Bilbao                                                       |
| 1966 | José Manuel López Rodríguez                                            | Antonio Blanco                                                         | Joaquín Galera                                                         |
| 1967 | José Antonio Momeñe                                                    | Antonio Gómez del Moral                                                | Jorge Mariné                                                           |
| 1968 | Luis Ocaña                                                             | José Antonio Momeñe                                                    | José Ramón Goyeneche                                                   |
| 1969 | Txomin Perurena                                                        | Daniel Varela                                                          | José Gómez Lucas                                                       |
| 1970 | Txomin Perurena                                                        | Antonio Gómez del Moral                                                | Carlos Echeverría                                                      |
| 1971 | Celestino Padilla                                                      | Paulino Martínez                                                       | José I. Alvarado                                                       |
| 1972 | Txomin Perurena                                                        | Agustín Tamames                                                        | José López Rodríguez                                                   |
| 1973 | Francisco Javier Elorriaga                                             | Miguel Mari Lasa                                                       | Luis Abilleira                                                         |
| 1974 | Antonio Menéndez                                                       | José Luis Uribezubia                                                   | Germán Martín                                                          |
| 1975 | José Luis Uribezubia                                                   | Antonio Menéndez                                                       | Ventura Díaz                                                           |
| 1976 | Luis Alberto Ordiales                                                  | Sebastián Pozo                                                         | Anastasio Greciano                                                     |
| 1977 | Bernardo Alfonsel                                                      | Francisco Galdós                                                       | José Manuel García                                                     |
| 1978 | Ismael Lejarreta                                                       | Felipe Yáñez de la Torre                                               | Fernando Benejan                                                       |
| 1979 | Francisco Albelda                                                      | Marino Lejarreta                                                       | Rafael Ladrón de Guevara                                               |
| 1980 | Felipe Yáñez de la Torre                                               | José Luis Blanco                                                       | Antonio Coll                                                           |
| 1981 | Jorge Ruiz Cabestany                                                   | Manuel Esparza                                                         | Federico Etxabe                                                        |
| 1982 | Antonio Coll                                                           | Marino Lejarreta                                                       | José Recio                                                             |
| 1983 | Suspendido a causa de las Inundaciones del río Nervión y sus afluentes | Suspendido a causa de las Inundaciones del río Nervión y sus afluentes | Suspendido a causa de las Inundaciones del río Nervión y sus afluentes |
| 1984 | Alfonso Gutiérrez                                                      | Eulalio García                                                         | Iñaki Gastón                                                           |
| 1985 | Julián Gorospe                                                         | Antonio Coll                                                           | José Luis Laguía                                                       |
| 1986 | Ángel Camarillo                                                        | Laudelino Cubino                                                       | Carlos Hernández                                                       |
| 1987 | Pello Ruiz Cabestany                                                   | José Enrique Carrera                                                   | Rolando Ovando                                                         |
| 1988 | Carlos Hernández                                                       | Javier Murguialday                                                     | Javier Garciandia                                                      |
| 1989 | Manuel Jorge Domínguez                                                 | Alfonso Gutiérrez                                                      | José Juan Cañellas                                                     |
| 1990 | Aitor Garmendia                                                        | Ramón González Arrieta                                                 | Neil Stephens                                                          |
| 1991 | Juan Carlos Martín Martínez                                            | Pedro Díaz Zabala                                                      | Carmelo Miranda                                                        |
| 1992 | Ángel Edo                                                              | José Ramón Uriarte                                                     | Carlos Galarreta                                                       |
| 1993 | Miguel Ángel Martínez                                                  | Ángel Edo                                                              | Oleg Chujda                                                            |
| 1994 | Asiat Saitov                                                           | Javier Palacín                                                         | Alfonso Gutiérrez                                                      |
| 1995 | Marino Alonso                                                          | Adriano Baffi                                                          | Javier Pascual Rodríguez                                               |
| 1996 | David Etxebarria                                                       | Alessandro Calzolari                                                   | Paolo Lanfranchi                                                       |
| 1997 | José Rodríguez                                                         | Abraham Olano                                                          | Jon Odriozola                                                          |
| 1998 | Serguei Smetanine                                                      | Iván Cerioli                                                           | Mario Traversoni                                                       |
| 1999 | Marco Velo                                                             | Roberto Heras                                                          | Roberto Sgambelluri                                                    |
| 2000 | Miguel Ángel Martín Perdiguero                                         | Aitor González                                                         | Javier Otxoa                                                           |
| 2001 | Juan José de los Ángeles                                               | David Fernández                                                        | Diego Ferrar                                                           |
| 2002 | José Iván Gutiérrez                                                    | Fernando Torres                                                        | Gilberto Simoni                                                        |
| 2003 | Juan Fuentes Angullo                                                   | Carlos García Quesada                                                  | Koldo Gil                                                              |
| 2004 | Unai Etxebarria                                                        | Miguel Ángel Martín Perdiguero                                         | Matteo Carrara                                                         |
| 2005 | David Herrero                                                          | Jorge Ferrío                                                           | Javier Pascual Rodríguez                                               |
| 2006 | Jaume Rovira                                                           | Adolfo García Quesada                                                  | Koldo Gil                                                              |
| 2007 | David de la Fuente                                                     | Jesús del Nero                                                         | José Miguel Elías                                                      |
| 2008 | Héctor Guerra                                                          | José Joaquín Rojas                                                     | Aitor Galdós                                                           |
| 2009 | Samuel Sánchez                                                         | David de la Fuente                                                     | Ezequiel Mosquera                                                      |
| 2010 | Ángel Vicioso                                                          | Marcos García                                                          | Jérôme Coppel                                                          |
| 2011 | Santi Pérez                                                            | Daniele Ratto                                                          | Marcos García                                                          |

## Palmarés por países
| País      | Victorias |
| --------- | --------- |
| España    | 58        |
| Rusia     | 2         |
| Italia    | 1         |
| Venezuela | 1         |